# Archidiocèse de Harare
L'archidiocèse métropolitain de Harare est l'un des deux archidiocèses du Zimbabwe. Son siège est à Harare, la capitale du pays. 
Les évêchés suffragants sont Chinhoyi (en), Gokwe (en) et Mutare (en). Après avoir été préfecture apostolique de 1927 à 1931, puis vicariat apostolique de 1931 à 1955, le siège de Salisbury a été érigé en archidiocèse le 1er janvier 1955, avant que la ville de Salisbury ne change son nom pour prendre celui de Harare en 1982.
L'archevêque actuel est Mgr Robert Christopher Ndlovu.